# دوی ۵۰۰۰ متر در مسابقات قهرمانی دو و میدانی جهان

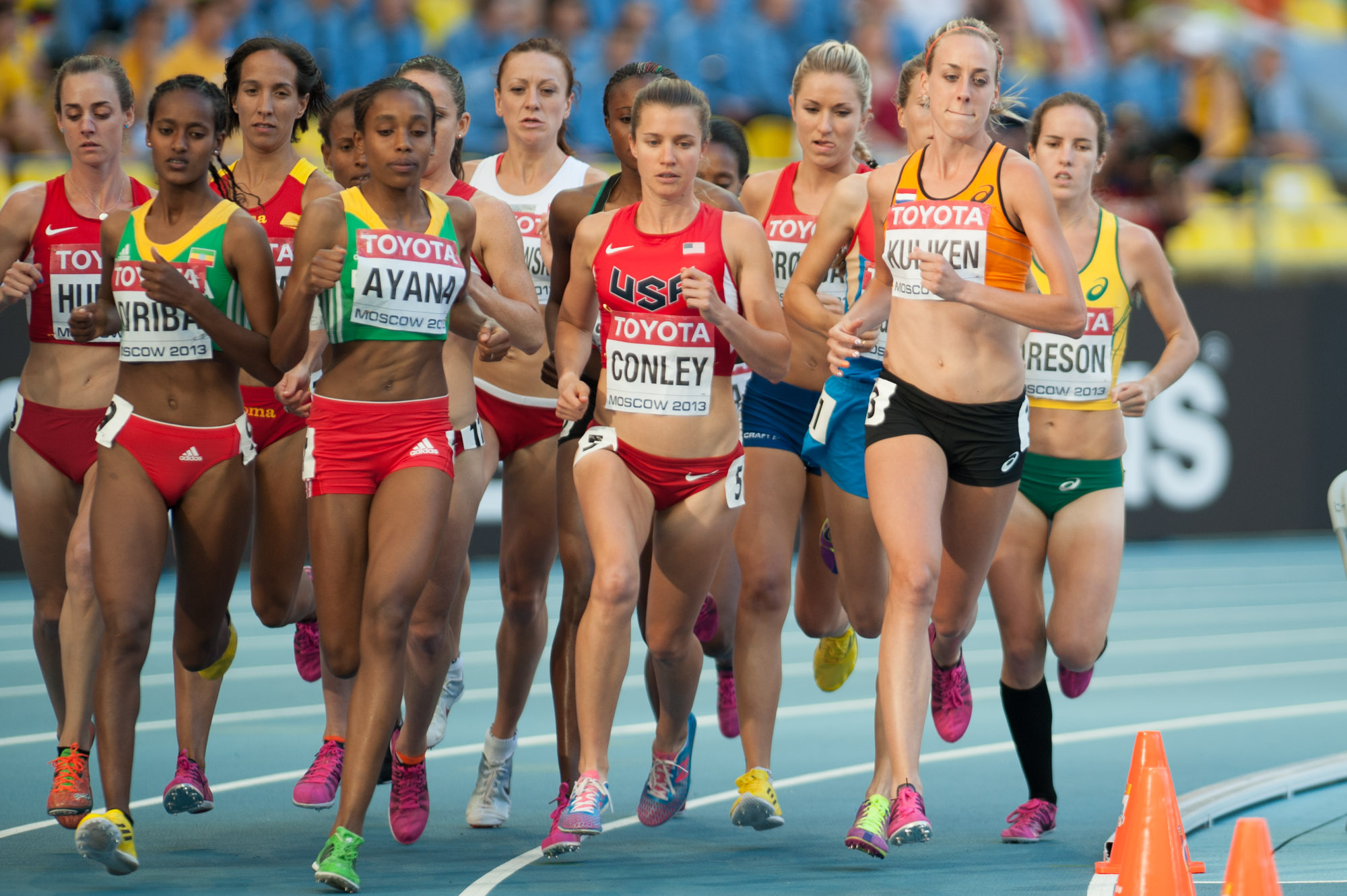
فینال رقابت ۵۰۰۰ متر مسکو زنان ۲۰۱۳

مسابقات دو و میدانی قهرمانی جهان در رشته ۵۰۰۰ متر از اولین دوره خود در سال ۱۹۸۳ توسط مردان و از سال ۱۹۹۵ توسط زنان برگزار شده است. زنان از سال ۱۹۸۰ تا ۱۹۹۳، مطابق با استانداردهای قهرمانی آن زمان، در مسافت بیش از ۳۰۰۰ متر به رقابت می‌پردازند. این کوتاه‌ترین رویداد دو استقامت در این مسابقات است، دوی ۱۰۰۰۰ متر و ماراتن دو رویداد دیگر این رشته هستند. این دومین عنوان معتبر در این رشته پس از ۵۰۰۰ متر در المپیک است. قالب مسابقات معمولاً دارای دو مرحله مقدماتی است که مستقیماً به فینال بین پانزده ورزشکار منتهی می‌شود.
رکوردهای قهرمانی این رویداد برای مردان ۱۲:۵۲.۷۹ دقیقه است که توسط الیود کیپچوگه در سال ۲۰۰۳ ثبت شد و برای بخش زنان ۱۴:۲۶.۷۲ دقیقه است که توسط هلن اوبیری در سال ۲۰۱۹ ثبت شده است. رکورد جهانی هرگز توسط مردان یا زنان در این رقابت‌ها شکسته یا با آن برابری نشده است، که نشان دهنده عدم سرعت‌گیری و رویکرد تاکتیکی‌تر ورزشکاران به مسابقات قهرمانی است.  به طور مشابه، رکورد جهانی ۳۰۰۰ متر زنان در طول تاریخ ۱۳ ساله خود بهبود نیافته است. رکورد قهرمانی این رویداد در آخرین حضور خود در سال ۱۹۹۳ توسط یونشیا کو با زمان ۸:۲۸.۷۱ دقیقه ثبت شد و از آن موقع دست نخورده باقی مانده است.
مسابقات ۳۰۰۰ متر زنان این رشته جزو اولین رویدادهای قهرمانی جهان IAAF بود، زیرا یکی از دو رویداد تعیین‌شده در مسابقات قهرمانی جهان ۱۹۸۰ دو و میدانی (در کنار مسابقات ۴۰۰ متر با مانع زنان) بود، که پس از امتناع کمیته بین‌المللی المپیک از افزودن رویداد زنان به برنامه المپیک در آن سال برگزار شد.